# 德黑加姆
德黑加姆（羅馬化：Dahegām）是印度古吉拉特邦甘地讷格尔县的一个城镇。总人口38083（2001年）。

## 人口
该地2001年总人口38083人，其中男性19883人，女性18200人；0—6岁人口5331人，其中男2865人，女2466人；识字率65.37%，其中男性为72.56%，女性为57.51%。